# Đội tuyển bóng đá quốc gia Greenland
Đội tuyển bóng đá quốc gia Greenland là đội tuyển bóng đá đại diện cho Greenland trên đấu trường quốc tế. Đội tuyển được điều hành bởi Hiệp hội bóng đá Greenland. Đội không được công nhận là thành viên của FIFA vì không đáp ứng tiêu chuẩn sân bãi của tổ chức này. Trận đấu đầu tiên của đội là trận thua 0 – 6 trước Quần đảo Faroe.

## Tổng quan
Đội tuyển Greenland là thành viên của Hiệp hội bóng đá Island Games. Tháng 10, 2009, đội tuyển là thành viên của IFU. Đội tuyển này có một trận đấu thu hút sự chú ý của quốc tế khi đấu với Tây Tạng. Trung Quốc đã dọa sẽ cấm vận nhập khẩu tôm Greenland nếu trận đấu diễn ra. Nhưng trận đấu vẫn diễn ra với chiến thắng 4 – 1 nghiêng về Greenland.

## Thành tích

### Giải vô địch bóng đá Island Games
| Năm          | Vòng          | Hạng    | Số trận | Thắng | Hòa | Thua | Bàn thắng | Bàn bại | Hiệu số | Điểm |
| ------------ | ------------- | ------- | ------- | ----- | --- | ---- | --------- | ------- | ------- | ---- |
| 1989         | Bán kết       | Hạng 4  | 4       | 1     | 0   | 3    | 4         | 8       | -4      | 3    |
| 1991         | Vòng 1        | Hạng 8  | 4       | 0     | 0   | 4    | 8         | 15      | -7      | 0    |
| 1993         | Bán kết       | Hạng 4  | 4       | 2     | 0   | 2    | 1         | 6       | -5      | 6    |
| 1995         | Bán kết       | Hạng 4  | 5       | 2     | 0   | 3    | 10        | 10      | 0       | 6    |
| 1997         | Vòng 1        | Hạng 9  | 4       | 0     | 1   | 3    | 3         | 9       | -6      | 1    |
| 1999         | Tứ kết        | Hạng 8  | 5       | 2     | 0   | 3    | 11        | 19      | -8      | 6    |
| 2001         | Vòng 1        | Hạng 9  | 4       | 2     | 1   | 1    | 6         | 2       | +4      | 7    |
| 2003         | Vòng 1        | Hạng 10 | 5       | 3     | 0   | 2    | 22        | 5       | +17     | 9    |
| 2005         | Vòng 1        | Hạng 8  | 5       | 1     | 2   | 2    | 8         | 14      | -6      | 5    |
| 2007         | Không tham dự | -       | -       | -     | -   | -    | -         | -       | -       | -    |
| 2009         | Vòng 1        | Hạng 9  | 4       | 1     | 0   | 3    | 8         | 15      | -7      | 3    |
| 2011         | Vòng 1        | Hạng 11 | 4       | 1     | 0   | 3    | 5         | 7       | -2      | 3    |
| 2013         | Chung kết     | Á quân  | 5       | 2     | 0   | 3    | 21        | 5       | +16     | 6    |
| 2015         | Play-off      | Hạng 5  | 4       | 3     | 1   | 0    | 8         | 4       | +4      | 10   |
| Gotland 2017 | Chung két     | Á quân  | 5       | 3     | 1   | 1    | 7         | 9       | -2      | 10   |

Chú thích
      Vô địch        Á quân        Hạng 3
**Màu viền đỏ chỉ Greenland là chủ nhà.

### FIFI Wild Cup
Greenland từng tham gia FIFI Wild Cup 2006. Đội tuyển thi đấu hai trận thì thua cả hai. Trận đầu tiên thì đội tuyển thua 0 –1 trước Bắc Síp, còn trận thứ hai thì đội thua 2 – 4 trước Zanzibar và bị loại ngay từ vòng 1.

### ELF Cup
Greenland đã tham gia một kỳ duy nhất ELF Cup và họ bị loại ngay từ vòng 1 khi thắng Đội tuyển bóng đá quốc gia Gagauzia 2 – 0, hòa 1 – 1 trước Zanzibar và thua Kyrgyzstan 0 – 1.

## Sân nhà và tương lai thi đấu quốc tế

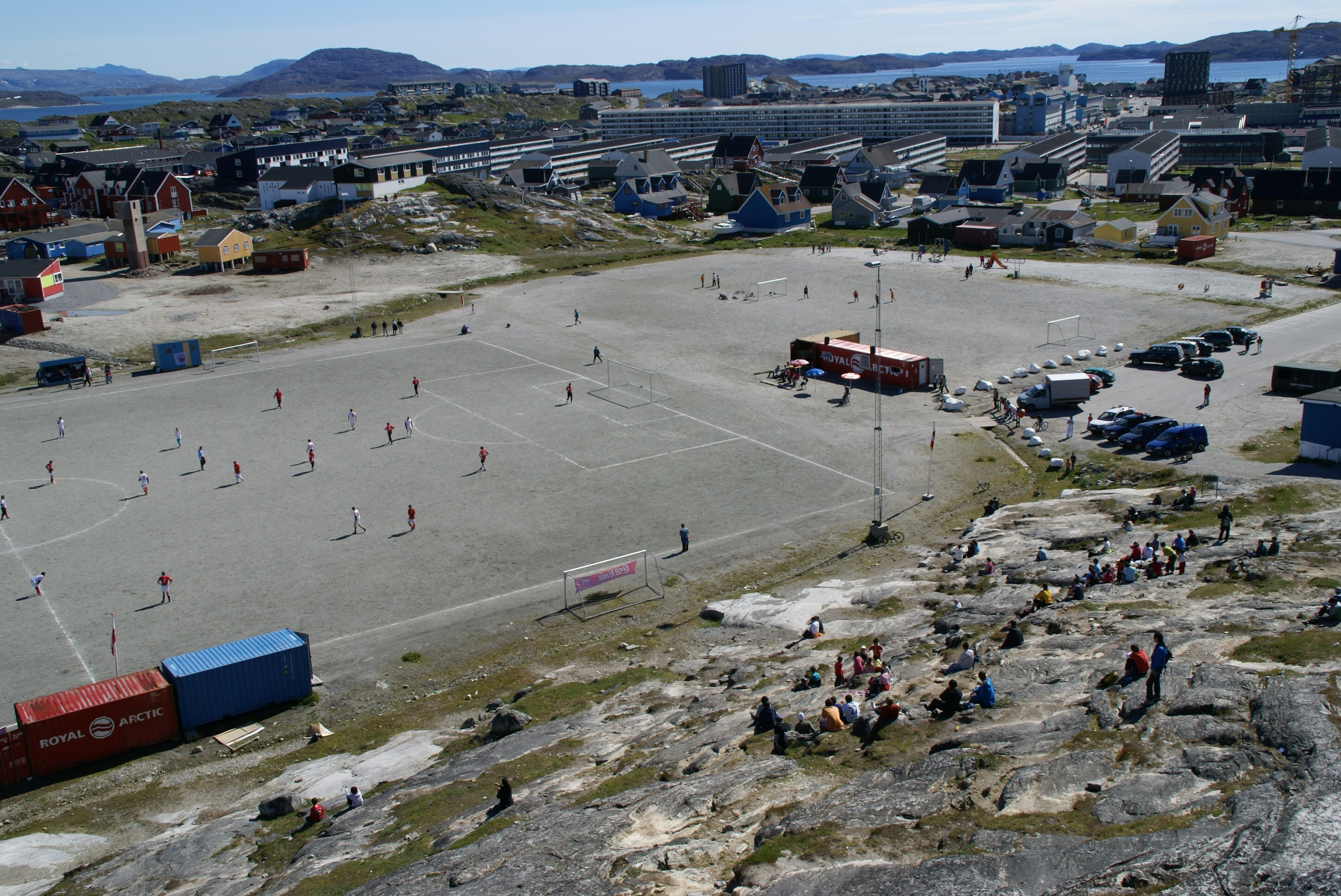
Sân nhà của đội tuyển Greenland

Sân nhà của đội tuyển Greenland là sân vận động Nuuk. Khác với các sân vận động trên thế giới, mặt sân của sân vận động này và các sân vận động khác tại Greenland không phải cỏ tự nhiên trong khi quy định của FIFA rằng các nước thành viên phải có tối thiểu một sân cỏ tự nhiên, khiến cho Greenland không được FIFA công nhận là thành viên của liên đoàn. Nếu được FIFA công nhận, Greenland có thể là thành viên của UEFA (do là một phần lãnh thổ của Đan Mạch) hoặc CONCACAF (vì trên địa lý, Greenland là một phần của châu Mỹ). Sân cỏ nhân tạo đầu tiên được khánh thành tại Qaqortoq vào tháng 9 năm 2009.
Vào 13 tháng 9 năm 2010, chủ tịch FIFA Sepp Blatter đã đến Qaqortoq và chấp thuận sân vận động này.
Năm 2011, ông Allan Hansen, chủ tịch Hiệp hội bóng đá Đan Mạch (DBU) nói rằng ông không tin Greenland có thể đủ điều kiện là thành viên của FIFA. Tuy nhiên, tháng 12 năm 2014, DBU và Hiệp hội bóng đá Greenland (GBU) tuyên bố hai bên sẽ hợp tác để GBU sẽ là thành viên của UEFA và FIFA vào năm 2020.
Tháng 5, 2015, chính phủ Greenland công bố sẽ chi 1 triệu USD để nâng cấp sân vận động quốc gia Nuuk.

## Trang phục thi đấu
Trang phục thi đấu của tuyển Greenland hiện nay do hãng Kelme tài trợ.

## Đội hình

### Đội hình hiện tại
20 cầu thủ này đã được Rene Olsen và Tekle Ghrebrelul triệu tập để tham dự Island Games 2015.
|  | TM | Loke Svane            | 3 tháng 11, 1982  | B-67                         |  |  |
|  | TM | Malik Hermarij        |                   | Inuit Timersoqatigiiffiat-79 |  |  |
|  |    |                       |                   |                              |  |  |
|  | HV | Aputsiaq Birch        | 4 tháng 6, 1985   | B-67                         |  |  |
|  | HV | Anders H. Petersen    | 6 tháng 3, 1981   | B-67                         |  |  |
|  | HV | Niels Svane           |                   | FC Malamuk                   |  |  |
|  | HV | Nukannguaq Zeeb       |                   | G-44 Qeqertarsuaq            |  |  |
|  |    |                       |                   |                              |  |  |
|  | TV | Maasi Maqe            | 2 tháng 11, 1987  | B-67                         |  |  |
|  | TV | Kaassannguaq Zeeb     | 10 tháng 12, 1985 | Inuit Timersoqatigiiffiat-79 |  |  |
|  |    |                       |                   |                              |  |  |
|  | TĐ | Johan Bidstrup        |                   | B-67                         |  |  |
|  | TĐ | John Ludvig Broberg   |                   | B-67                         |  |  |
|  | TĐ | Frederik Funch        |                   | B-67                         |  |  |
|  | TĐ | Kaali Lund Mathæussen | 1 tháng 1, 1988   | Nagdlunguaq-48               |  |  |
|  | TĐ | Norsaq Mathæussen     |                   | B-67                         |  |  |
|  |    |                       |                   |                              |  |  |
|  |    | Lars Peter Broberg    |                   | B-67                         |  |  |
|  |    | Lars Erik Reimer      |                   | Nagdlunguaq-48               |  |  |
|  |    | Katu Madsen           |                   | Siumut Amerdlok Kunuk        |  |  |
|  |    | Søren Kreutzmann      |                   | Siumut Amerdlok Kunuk        |  |  |
|  |    | Malik Juhl            | 18 tháng 6, 1989  | B-67                         |  |  |
|  |    | Nikki Petersen        |                   | B-67                         |  |  |
|  |    | Hans Karl Berthelsen  |                   | Inuit Timersoqatigiiffiat-79 |  |  |

## Huấn luyện viên
| Tên                                  | Năm         |
| ------------------------------------ | ----------- |
| Niels Møller                         | 1977 – 1983 |
| Uvdlo Jakobsen Elisaeus Kreutzmann   | 1983        |
| Lars Lundblad                        | 1984 – 1989 |
| Simon Simonsen                       | 1989 – 1993 |
| Isak Nielsen Kleist                  | 1993 – 1995 |
| Ulf Abrahamsen                       | 1996        |
| Lars Olsvig Jens Jorgen Egede        | 1997 – 1998 |
| Sepp Piontek                         | 1999 – 2002 |
| Jens Tang Olesen Kristian Lybirth    | 2003        |
| Sepp Piontek                         | 2004        |
| Jens Tang Olesen Hans Frederik Olsen | 2005 – 2010 |
| Tonnes Berthelsen René Olsen         | 2010 – 2012 |
| René Olsen Tekre Ghebrelul           | 2013 –      |

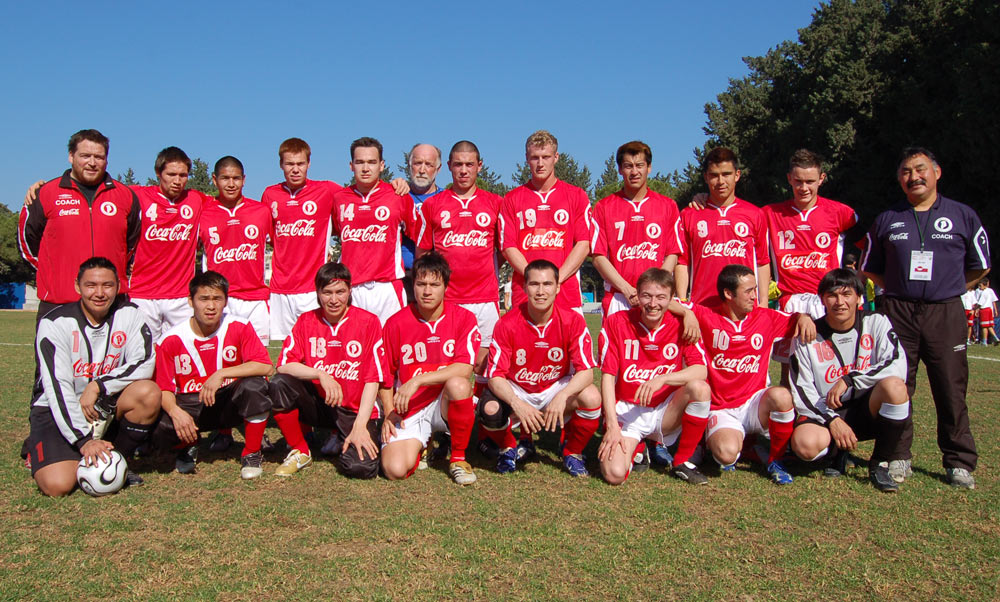
Đội tuyển Greenland tại Síp

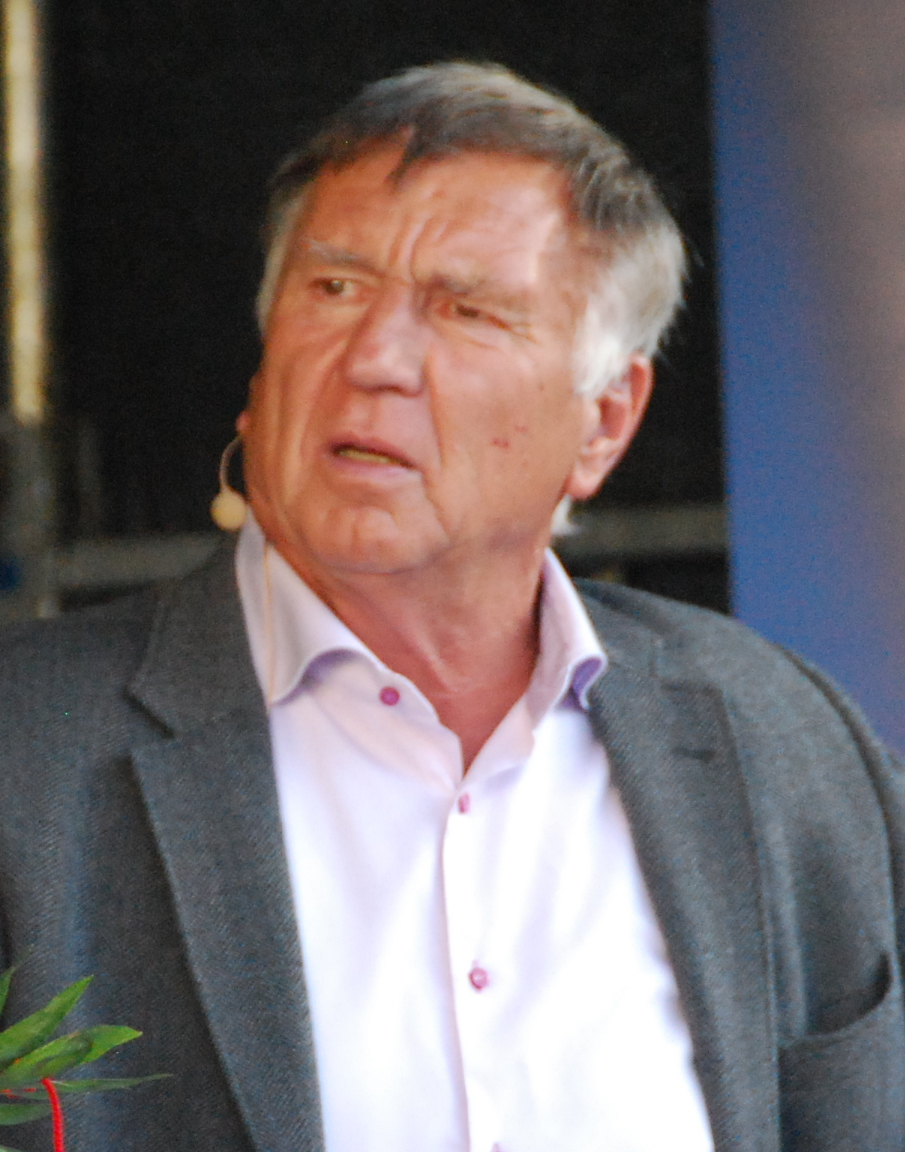
Sepp Piontek từng dẫn dắt đội tuyển Greenland hai lần vào năm 1999 – 2002 và năm 2004
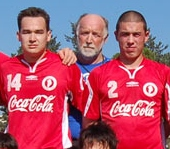
HLV Jens Tang Olesen (giữa)
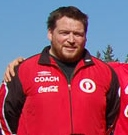
HLV Hans Frederik Olsen

## Tài trợ
- Kelme
- Air Greenland
- Coca Cola
- Pilersuisoq
- Arla Foods
- Brugsen
- Agentur HAP
- Nuna Fonden
- Paarisa